# West Coast Classic 1975
Il West Coast Classic 1975 è stato un torneo di tennis giocato sul sintetico indoor. È stata la 1ª edizione del torneo, che fa parte del Commercial Union Assurance Grand Prix 1975. Si è giocato a Perth in Australia, dal 20 al 26 ottobre 1975.

## Campioni

### Singolare
Harold Solomon ha battuto in finale  Sandy Mayer con il punteggio di 6–2 7–5 6–4 6–2

### Doppio
Brian Gottfried /  Raúl Ramírez hanno battuto in finale  Ross Case /  Geoff Masters con il punteggio di 2–6, 6–4, 6–4, 6–0